# Stefanie Glöckner
Stefanie Glöckner (* 27. Dezember 1982) ist eine deutsche Crosslauf-Sommerbiathletin.
Stefanie Glöckner startet für die Schützengilde Zerbst 1397. Sie nahm 2000 in Chanty-Mansijsk an den Junioren-Wettkämpfen der Sommerbiathlon-Weltmeisterschaften teil und belegte dort die Ränge 20 im Sprint sowie 19 in der Verfolgung. Im Staffelrennen der Frauen kam sie mit Claudia Welscher, Christiane Gredigk und Dörte Krüger auf den vierten Platz. Es dauerte zwei Jahre, bis Glöckner in Jablonec nad Nisou an den nächsten Weltmeisterschaften teilnahm. Es folgte im Jahr darauf in Forni Avoltri die Junioren-Wettkämpfe der WM mit den Resultaten 19 Sprint, 22 der Verfolgung, 20 im Massenstart und mit den Schwestern Franziska und Stefanie Hildebrand erneut Viertplatzierte im Staffelrennen. In den Gesamtwertungen der Junioren-Europacups belegte sie 2002 und 2005 die jeweils dritten Ränge.
National wurde Glöckner bei den Deutschen Meisterschaften im Sommerbiathlon 2003 hinter Monika Liedtke Vizemeisterin im Kleinkaliber-Massenstartrennen. 2005 kam ein dritter Platz im Kleinkaliber-Sprint hinzu. Zudem gewann sie mit der Luftgewehr-Staffel des Landesverbandes Rheinland ihren ersten nationalen Titel. Diesen Titel konnte sie 2006 verteidigen. 2007 wurde sie hinter Liedtke und Nicole Kneller Dritte im Sprint wie auch im Massenstart mit dem Kleinkaliber-Gewehr. Im Kleinkaliber-Massenstart gewann sie auch 2010 hinter Judith Wagner und Sonja Deiß die Bronzemedaille.